# Emma Klingenberg
Emma Klingenberg (født 18. maj 1992) er en dansk orienteringsløber. Emma Klingenberg, der indstillede elitekarrieren i foråret 2016, har vundet VM-titler ved både juniorverdensmesterskaberne og  seniorverdensmesterskaberne (VM).
Emma Klingenberg, der løber for Faaborg Orienteringsklub og har løbet for OK Pan Aarhus, har vundet 15 danske mesterskaber (DM) i orientering og en række danske medaljer i øvrigt i forskellige orienterings-discipliner.

## Resultater

### VM
Emma Klingenberg vandt to VM-guldmedaljer ved VM i 2015 i Skotland. Den første medalje vandt hun på sprint-stafetten sammen med mix-stafetholdet Tue Lassen, Søren Bobach og Maja Alm, hvor det danske hold vandt foran Norge (sølv) og Rusland (bronze).
Den anden medalje hentede hun sammen med Ida Bobach og Maja Alm i kvindernes stafet foran Norge (sølv) og Sverige (bronze). Det danske hold var bemærkelsesværdigt suverænt i forhold til konkurrenterne, der var hele tre minutter efter.
I 2014 var Emma Klingenberg med til at vinde to sølvmedaljer ved VM i 2014 i Venedig. Den ene var på sprint-stafetten sammen med mix-stafetholdet Tue Lassen, Søren Bobach, og Maja Alm. Den anden var på kvinde-stafetten sammen med Ida Bobach og Maja Alm.

### World Cup
Emma Klingenberg har vundet to World Cup-sejre: Ved World Cuppen i Sverige i 2012 vandt hun guld på knockout sprinten. I 2013 vandt hun igen en World Cup-sejr på knockout sprinten i Sverige.
Oversigt over World Cup-sejre
| Nr. | Dato              | Sted              | Distanse        |
| --- | ----------------- | ----------------- | --------------- |
| 1.  | 4. september 2012 | Sverige, Gøteborg | Knockout sprint |
| 2.  | 4. juni 2013      | Sverige, Sigtuna  | Knockout sprint |

### DM
Emma Klingenberg har vundet en række individuelle DM-titler på langdistancen, sprintdistancen og i nat-orienteringsløb. I alt er det blevet til 22 medaljer på de individuelle distancer i orientering: 10 guldmedaljer, seks sølvmedaljer og seks bronzemedaljer. Hun har herudover vundet otte medaljer i stafet/sprint-stafet, de fem var af guld.
På langdistancen har Emma Klingenberg vundet fire guldmedaljer (2013, 2014, 2016 og 2018), og én sølvmedalje (2020), mens hun på den ultralange har vundet to sølvmedaljer (2016 og 2017) og én bronzemedalje (2013). 
På mellemdistancen har hun vundet guld sølv én gang (2018) og bronze tre gange (2013, 2014 og 2016).
På sprintdistancen har Emma Klingenberg vundet to guldmedaljer (2013 og 2018), to sølvmedaljer (2016 og 2017) og to bronzemedaljer (2019 og 2021).
Ved DM-Nat har Emma Klingenberg både vundet guld fire gange (2014, 2015, 2016 og 2017).
Emma Klingenberg har sammen med forskellige hold fra Faaborg OK vundet guld i stafet fire gange (2010, 2011, 2012 og 2014), sølv én gang (2013) og bronze én gang (2018). Herudover har hun én gang sammen med Faaborg OK vundet bronze i mixstafet (2018).
Medaljeoversigt ved danske mesterskaber
2021
- Bronze, Sprint (DTU)

2020
- Sølv, Lang (Aabenraa Syd)

2019
- Bronze, Sprint (Grindsted By)

2018
- Guld, Lang (Ulbjerg)
- Sølv, Mellem (Højgaard Skov)
- Guld, Sprint (Hillerød)
- Bronze, Stafet (Harrild Hede)
- Bronze, Stafet (Hillerød)

2017
- Guld, Nat (Jægersborg Hegn)
- Sølv, Sprint (Støvring By)
- Sølv, Ultralang (Rold Vælderskov og Rebild Bakker)

2016
- Guld, Lang (Gribskov Nord og Harager Hegn)
- Bronze, Mellem (Mols Bjerge)
- Guld, Nat (Hou Skov)
- Sølv, Sprint (Haderslev By)
- Sølv, Ultralang (Rømø)
- Guld, Stafet (Gribskov Nord og Harager Hegn)

2015
- Guld, Nat (Marbæk Plantage)

2014
- Guld, Lang (Munkebjerg)
- Bronze, Mellem (Nørreskoven)
- Guld, Nat (Jægerspris Nordskov)
- Guld, Stafet (Fovslet)

2013
- Guld, Lang (Klinteskoven)
- Bronze, Mellem (Thorsø)
- Guld, Sprint (Nordby)
- Bronze, Ultralang (Fanø)
- Sølv, Stafet (Klinteskoven)

2012
- Guld, Stafet (Linå Vesterskov)

2011
- Guld, Stafet (Vrøgum Øst)

2010
- Guld, Stafet (Ganløse Ore)

### Internationale stafetter
Tiomila I 2018 var Emma Klingenberg med til at vinde den årligt tilbagevendende orienteringsstafet Tiomila med et svensk stafethold fra Järla Orientering. På hvert stafethold er der fem kvinder, Emma Klingenberg løb 2.-turen.
Venla Emma Klingenberg har to gange vundet den årligt tilbagevendende orienteringsstafet Venla i Finland med et dansk stafethold fra OK Pan Aarhus. På hvert stafethold er der fire kvinder. I 2013, hvor Emma Klingenberg løb sidste-turen, var det sammen med Ida Bobach Miri Thrane Ødum og Maja Alm. I 2014, hvor Emma Klingenberg løb første-turen, var det sammen med Signe Søes, Maja Alm og Ida Bobach.

### Junior-VM
Emma Klingenberg blev juniorverdensmester i sprint i Gøteborg i 2008. Hun vandt foran Silje Ekroll Jahren og Jenny Lönnkvist, med under tre sekunder mellem Emma og tredjepladsen. Hun var den yngste til at vinde en Junior-VM-guldmedalje.
Sejren ved Junior-VM førte til stor interesse hos nyheds- og sportsmagasiner verden over, mens danske aviser havde en mere dybdegående præsentation af vinderen.
Emma Klingenberg har herudover vundet en række medaljer som junior-løber. I 2009 vandt hun bronze på kvinde-stafetten i San Martino i Italien sammen med Ida Bobach og Signe Klinting.
I 2010 vandt hun guld på kvinde-stafetten i Aalborg sammen med Ida Bobach og Signe Klinting.
I 2011 i Wejherowo i Polen vandt Emma Klingenberg to sølvmedaljer, en på lang-distancen og en på sprint-distancen. Det blev yderligere til to bronzemedaljer, en på mellem-distancen og en på kvinde-stafetten sammen med Ita Klingenberg og Ida Bobach.
I 2012 i Košice i Slovakiet vandt Emma Klingenberg guld på kvinde-stafetten sammen med Stine Bagger Hagner og Ita Klingenberg samt sølv på sprint-distancen.

## Tidlig karriere
Da Emma blev juniorverdensmester, var hun kun 16 år gammel. Men allerede på daværende tidspunkt, havde hun erfaring med internationale sportsbegivenheder. Hun havde flere gange deltaget i Junior-EM i orienteringsløb og konkurreret ved nationale stævner, siden hun var syv år gammel. Hendes nuværende klub er OK Pan Aarhus, men hun kommer oprindeligt fra Faaborg Orienteringsklub. Hun er storesøster til Ita Klingenberg, der også har løbet på landsholdet i orienteringsløb.

## Andre udmærkelser
Emma Klingenberg vandt efter afstemning blandt Dansk Orienterings-Forbunds medlemmer titlen som 'Årets orienteringsløber' i Danmark 2013.
I 2015 blev Emma Klingenberg kåret til årets ’Sportsnavn på Fyn 2015’.
I 2008 blev Emma Klingenberg nomineret til ’The ultimate junior orienteer of 2008’. Afstemningsresultaterne viste, at hun havde fået næstflest stemmer blandt de seks nominerede kvinder.
I hvert af årene 2009-2012 tildelte Dansk Orienterings-Forbunds Venner Emma Klingenberg et træningslegat.